# Acaulon schimperianum
Acaulon schimperianum är en bladmossart som beskrevs av Sullivant in Sullivant och Lesquereux 1856 [1857. Acaulon schimperianum ingår i släktet pygmémossor, och familjen Pottiaceae. Inga underarter finns listade i Catalogue of Life.